# Huracán Rick (2009)
El Huracán Rick fue un ciclón tropical de la Temporada de huracanes del Pacífico de 2009, desarrollado en la segunda mitad de octubre de 2009 en la costa sur y suroeste del Pacífico mexicano, y que afectó a los estados del sur y occidente de dicho país. Rick fue el vigésimo segundo ciclón tropical y el cuarto huracán mayor formado en la temporada. Asimismo, ha sido el tercer más intenso formado en la cuenca del Pacífico Nor-oriental, solo después del Huracán Linda en segundo lugar cuando pasó por la región en 1997. y Huracán Patricia en primer lugar que batió récord en la temporada del 2015.

## Historia meteorológica

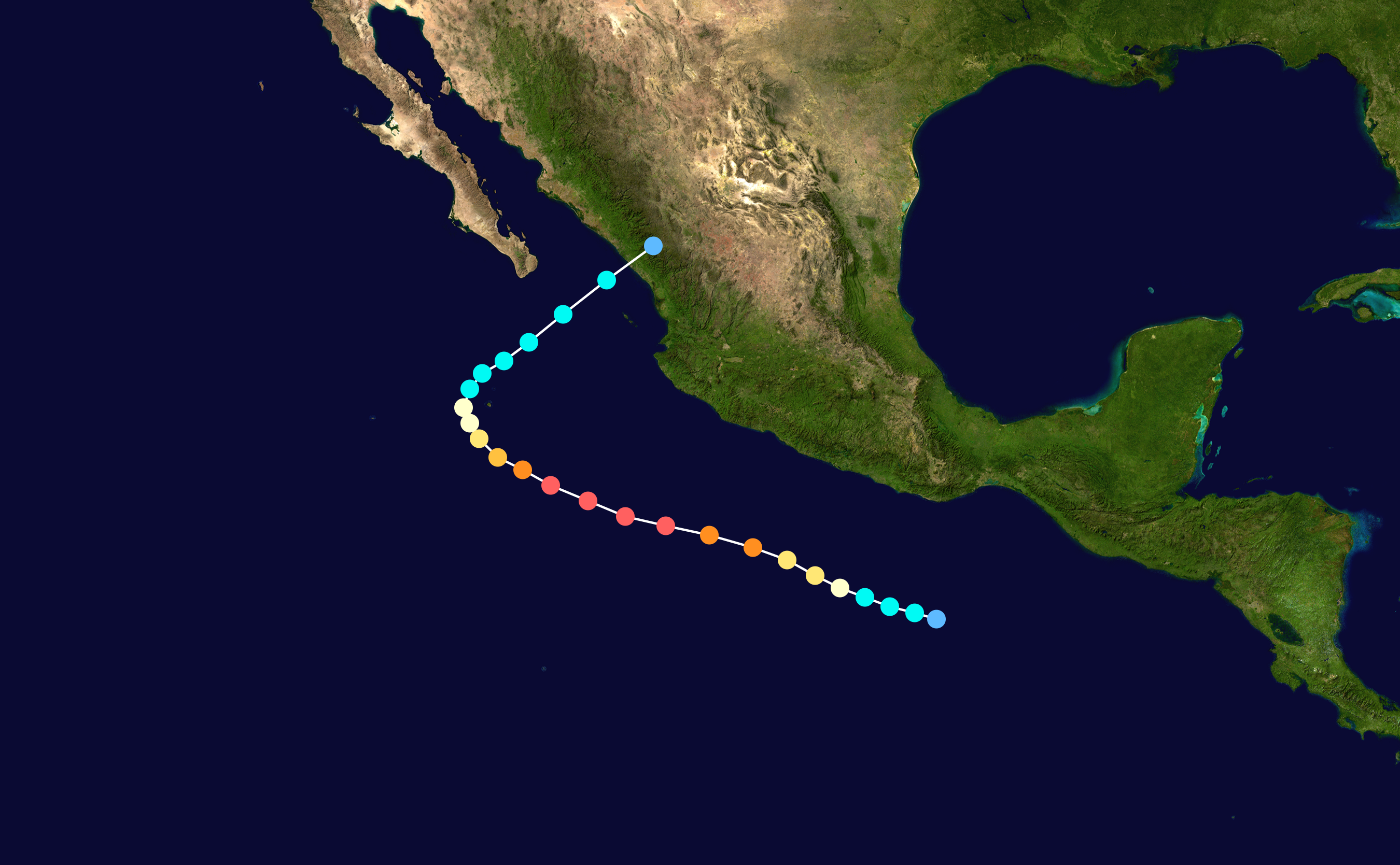
Trayectoria seguida por Rick del 15 al 21 de octubre de 2009.

Rick se originó a partir de un área de baja presión localizada hacia el sur del golfo de Tehuantepec el 15 de octubre, cuando esta mostró en los satélites suficiente convección y circulación para ser declarada como Depresión tropical Veinte-E. El Centro Nacional de Huracanes previó el desarrollo del sistema al encontrarse con condiciones favorables como alta temperatura de la superficie del mar, alta humedad atmosférica y ausencia de cizalladura del viento. Tan solo seis horas de haber sido declarado como ciclón tropical, el sistema alcanzó la fuerza de tormenta tropical adquiriendo el nombre de Rick, la décimo-sexta de la temporada, cuando se localizaba a 555 km al sursureste de Acapulco, Guerrero, México. Desde entonces, Rick comenzó un proceso de intensificación muy acelerado y constante al alcanzar la categoría 1 durante la mañana del día 16 y la categoría dos para la noche de ese mismo día.
Durante la madrugada del día 17, alcanzó la categoría 3 de huracán convirtiéndose así en el cuarto huracán Mayor de la temporada. Tan solo unos minutos después, a las 2:37 a. m. PDT, el Centro Nacional de Huracanes emitía una actualización que informaba que Rick ya era un huracán de categoría 4 con 215 km/h y lo catalogó como extremadamente peligroso. Durante la mañana de ese día, se mantuvo en esa categoría y el CNH preveía hasta ese momento que Rick podría alcanzar la categoría 5, máxima jerarquía en la escala de Saffir-Simpson, para esa noche. Sin embargo, en una actualización a las 3:10 p. m. PDT, el organismo informaba que el meteoro ya había alcanzado dicha categoría y más tarde lo situó como el segundo más intenso visto en la cuenca del Pacífico Nor-oriental, solo después del Huracán Linda formado en la región en 1997.

## Preparativos
| Huracanes más intensos en el Pacífico                                                             | Huracanes más intensos en el Pacífico | Huracanes más intensos en el Pacífico | Huracanes más intensos en el Pacífico | Huracanes más intensos en el Pacífico |
|                                                                                                   | Huracán                               | Año                                   | Presión mínima                        | Presión mínima                        |
| hPa                                                                                               | Huracán                               | Año                                   | inHg                                  |                                       |
| ------------------------------------------------------------------------------------------------- | ------------------------------------- | ------------------------------------- | ------------------------------------- | ------------------------------------- |
| 1                                                                                                 | Patricia                              | 2015                                  | 872                                   | 25.75                                 |
| 2                                                                                                 | Linda                                 | 1997                                  | 902                                   | 26.64                                 |
| 3                                                                                                 | Rick                                  | 2009                                  | 906                                   | 26.76                                 |
| 4                                                                                                 | Kenna                                 | 2002                                  | 913                                   | 26.96                                 |
| 5                                                                                                 | Ava                                   | 1973                                  | 915                                   | 27.02                                 |
| 5                                                                                                 | Ioke                                  | 2006                                  | 915                                   | 27.02                                 |
| 7                                                                                                 | Marie                                 | 2014                                  | 918                                   | 27.11                                 |
| 7                                                                                                 | Odile                                 | 2014                                  | 918                                   | 27.11                                 |
| 9                                                                                                 | Guillermo                             | 1997                                  | 919                                   | 27.14                                 |
| 10                                                                                                | Gilma                                 | 1994                                  | 920                                   | 27.17                                 |
| Las listas está solamente para los ciclones tropicales en el Océano Pacífico al norte del ecuador |                                       |                                       |                                       |                                       |

### México
Cuando Rick alcanzó la categoría 1 de huracán, el Instituto de Protección Civil en Oaxaca, no previó riesgo alguno de impacto a pesar de la cercanía del huracán, sin embargo, se emitió una alerta preventiva para que se cerraran algunas playas a bañistas así como las actividades en la navegación de embarcaciones menores en el estado. Además se previeron vientos de hasta 90 km/h en la zonas costeras del estado debido a las ráfagas del meteoro que podrán alcanzar tierra firme. El 17 de octubre, cuando Rick alcanzó la categoría 4 de huracán y se localizaba a 450 km al suroeste de Acapulco, el Servicio Meteorológico Nacional consideró al meteoro como severo y recomendó extremar precauciones en la costa de los estados de Guerrero, Michoacán y Jalisco. En Acapulco se cerró la navegación a embarcaciones menores al experimentarse fuertes olas y vientos huracanados, además de preeverse posibles inundaciones. Ese mismo día más tarde, al consolidarse Rick como un huracán de categoría 5 extremadamente peligroso y preeverse su pronóstico de trayectoria por el Centro Nacional de Huracanes, el Gobierno del estado de Sonora declaró en alerta Verde a los municipios de Cajeme, Bácum, San Ignacio Río Muerto, Benito Juárez, Etchojoa, Huatabampo, Navojoa, Álamos, Quiriego, Rosario, Suaqui Grande, San Javier, Ónavas y Yécora. En tanto los municipios de Hermosillo, Guaymas y Empalme mantuvieron la alerta azul ante una muy baja posibilidad de afectación. También para entonces, se declaró en alerta en el puerto de Manzanillo, en Colima, el cual fue cerrado a todo tipo de navegación marítima.
Para el 18 de octubre, a cinco de los municipios de Sonora en alerta Azul les fue elevada la alerta a Amarilla: Álamos, Benito Juárez, Navojoa, Etchojoa y Huatabampo. Mientras, otros nueve mantuvieron la alerta verde y otros tres la Azul. Ese mismo día por la tarde, el puerto de Cabo San Lucas, en Baja California Sur fue cerrado a la navegación de embarcaciones menores a consecuencia de las marejadas presentadas con olas de dos metros, siendo estos los primeros —aunque ligeros— efectos del huracán Rick cuando se localizaba a aproximadamente 725 km al sur de dicho puerto turístico.
El 19 de octubre, fueron cerrados a la navegación a embarcaciones menores algunas localidades costeras del estado de Sinaloa como Mazatlán — el cual se declaró en alerta Amarilla—, Topolobampo, Altata y Teacapán después de empezar a registrarse las primeras marejadas, así como el fenómeno conocido como mar de fondo. Además se habilitaron 222 albergues que estarían equipados con alimentos, cobijas y cobertores. El 20 de octubre, la línea aérea estadounidense American Airlines agregó un vuelo adicional en el Aeropuerto Internacional de Los Cabos con destino a Dallas a petición de una gran cantidad turistas que se encontraban de vacaciones en dicho destino turístico y que deseaban salir del lugar ante la cercanía del ciclón. Ese mismo día, el municipio de Los Cabos en Baja California Sur se declaró la alerta amarilla (peligro moderado) y se decretó la suspensión de clases en todos los niveles educativos, para servir los centros de enseñanza como refugios temporales. También se dispuso suspender las clases en nueve municipios del estado de Sinaloa: Culiacán, Navolato, Elota, Cosalá, Concordia, El Rosario, Mazatlán, San Ignacio y Escuinapa. Como medida preventiva, el crucero Zafir Princess —con 2 mil 500 pasajeros— suspendió su llegada a Puerto Vallarta, Jalisco, mientras que los cruceros Carnival Splendor y el Mariner of the Seas pospusieron su llegada un día después a dicho puerto. Más tarde, la Coordinación de Protección Civil de la Secretaría de Gobernación emitió la declaratoria de emergencia para el municipio de Los Cabos, Baja California Sur ante la posibilidad de que el fenómeno causara daños de consideración en la región. Para ello, se contaría con los recursos del Fondo Revolvente del Fondo de Desastres Naturales (Fonden) para ayudar a la población que resulte afectada. También en dicho municipio, el Consejo de Protección Civil realizó la evacuación de unas 2800 personas que habitaban en zonas de alto riesgo, principalmente de San José del Cabo y Cabo San Lucas. Por la noche, el Sistema Nacional de Protección Civil de la SEGOB emitió la alerta Naranja para el sur de Baja California Sur y el centro y sur de Sinaloa, esto cuando la Tormenta tropical Rick se localizaba a 235 km al sursureste de Cabo San Lucas y a 385 km al suroeste de Mazatlán.

## Impacto

### México
El paso del huracán Rick cerca de las costas del estado de Colima el 17 de octubre provocaron el aumento de la marea en playas de los municipios de Armería y Tecomán, concretamente en la localidad costera de El Paraíso y parte de Boca de Pascuales, respectivamente, donde se registraron olas de hasta tres y cuatro metros de altura que provocaron daños en al menos quince restaurantes construidos con palapa e inundaron calles y otras viviendas. El 18 de octubre, los primeros efectos de Rick en Cabo San Lucas, Baja California Sur causaron la muerte de una persona de 38 años de edad como causa del alto oleaje registrado en el puerto.
El 19 de octubre, el Centro Nacional de Huracanes reportó que en Isla Socorro —sitio donde el ojo del ciclón se localizó a tan solo 90 km de distancia—  fueron sentidos vientos de 66 km/h con ráfagas de hasta 91 km/h. Ese mismo día, se reportó en Cabo San Lucas a otro persona fallecida de 16 años a consecuencia también del alto oleaje —que superó los cuatro metros de altura— y la muerte de un pescador que naufragó los días que Rick se encontraba cercano de las costas de Oaxaca.
A pesar de su fuerza el nombre de "Rick" no fue retirado, al no causar daños materiales y perdidas humanas de consideración, por lo que será usado nuevamente para la Temporada del 2015.